# Igreja Paroquial de Alfeizerão

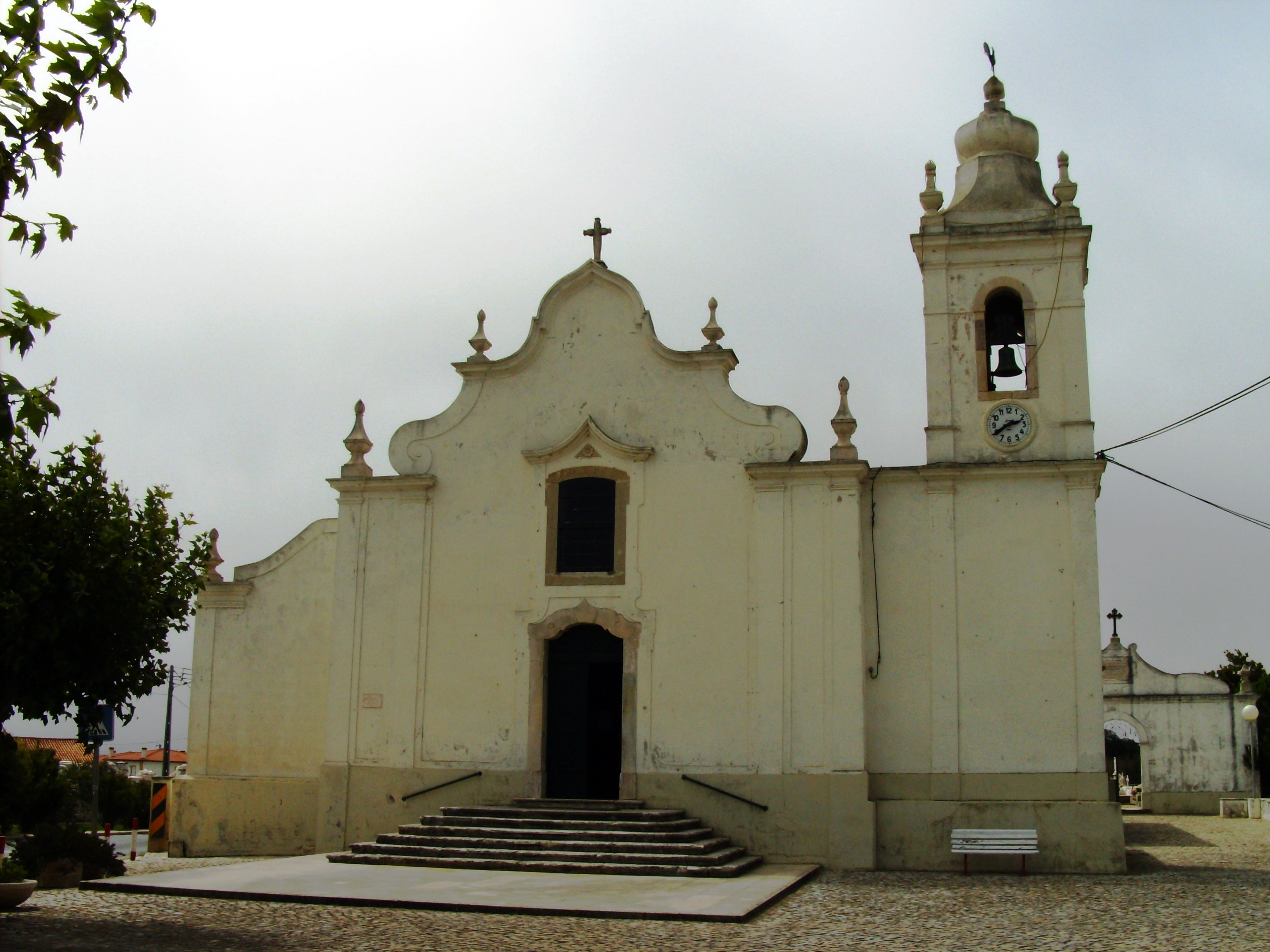
Igreja Paroquial de Aleizerão, Portugal.

A Igreja Paroquial de Alfeizerão, Igreja de São João Baptista ou Igreja Matriz de São João Baptista de Alfeizerão, localiza-se na vila e na Freguesia de Alfeizerão, no Município de Alcobaça, em Portugal.

## História
Acredita-se que o templo remonte ao final do século XV ou início do século XVI.
No início do século XVII, sofreu uma primeira intervenção (1633).
Sériamente danificada pelo terramoto de 1755, sofreu trabalhos de reparação em 1762.
Em 1851 encontrava-se em estado de ruína, período em que a secretaria do Governo Civil de Leiria autorizou a Junta da Paróquia a alienar o que restava da Capela do Espírito Santo em Alfeizerão para patrocinar as obras de reparo devidas.

## Características
Apresenta planta longitudinal, de nave única e três altares: Mor, do Arcanjo e de Nossa Senhora do Rosário.
O seu exterior denuncia influência do estilo rococó, mais concretamente na empena com formato curvilíneo, na traça da moldura dos vãos e na torre sineira da fachada principal.
O seu interior sofreu profundas alterações ao longo dos séculos. É dominado por linhas retas e, em nossos dias encontra-se despojado da talha dourada que possuiu no passado. Nele destaca-se uma imagem quinhentista do padroeiro.